# 구자곡초등학교
구자곡초등학교는 대한민국 충청남도 논산시 연무읍 마산리에 있는 공립 초등학교이다.

## 학교 연혁
| 1931년 | 10월 7일  | 구자곡공립보통학교 개교                                |
| 1938년 | 4월 1일   | 구자곡공립심상소학교로 개칭                            |
| 1941년 | 4월 1일   | 구자곡공립국민학교로 개칭                              |
| 1956년 | 10월 15일 | 왕암국민학교 분리                                      |
| 1959년 | 4월 20일  | 연무대국민학교 분리                                    |
| 1965년 | 9월 5일   | 연무중앙국민학교 분리                                  |
| 1972년 | 3월 1일   | 시묘국민학교 분리                                      |
| 1981년 | 3월 5일   | 병설유치원 개원                                        |
| 1996년 | 3월 1일   | 구자곡초등학교로 개칭                                  |
| 2020년 | 2월 6일   | 제88회 졸업식 (졸업생 총 9,549명)                      |
| 2020년 | 3월 1일   | 초등학교 7학급(특수학급 1학급 포함), 유치원 1학급 편성 |
| 2020년 | 12월 31일 | 제89회 졸업식 (졸업생 총 9,557명)                      |
| 2021년 | 3월 1일   | 초등학교 7학급(특수학급 1학급 포함), 유치원 1학급 편성 |

## 참고 자료
- 구자곡초등학교 - 한국교육학술정보원 학교알리미